# Klasika Primavera 2015
La 61e édition de la Klasika Primavera a eu lieu le 12 avril 2015. La course fait partie du calendrier UCI Europe Tour 2015 en catégorie 1.1.
L'épreuve a été remportée en solitaire par l'Espagnol José Herrada (Movistar) qui s'impose 29 s devant le Russe Evgeny Shalunov (Lokosphinx) et 2 min 35 s devant son compatriote Carlos Barbero (Caja Rural-Seguros RGA) qui règle un groupe de trois coureurs pour cette place.
Pour les autres accessits, l'Espagnol Marc Soler (Movistar) remporte le classement de la montagne, le Portugais Samuel Magalhães (Rádio Popular-Boavista) celui du sprint spécial et la formation espagnole Movistar finit meilleure équipe.

## Présentation

### Équipes
Classée en catégorie 1.1 de l'UCI Europe Tour, la Klasika Primavera est par conséquent ouverte aux WorldTeams dans la limite de 50 % des équipes participantes, aux équipes continentales professionnelles, aux équipes continentales et aux équipes nationales.
Douze équipes participent à cette Klasika Primavera - une WorldTeam, une équipe continentale professionnelle et dix équipes continentales :
| UCI WorldTeam   | UCI WorldTeam | UCI WorldTeam |
| Nom de l'équipe | Pays          | Code          |
| --------------- | ------------- | ------------- |
| Movistar        | Espagne       | MOV           |

| Équipe continentale professionnelle | Équipe continentale professionnelle | Équipe continentale professionnelle |
| Nom de l'équipe                     | Pays                                | Code                                |
| ----------------------------------- | ----------------------------------- | ----------------------------------- |
| Caja Rural-Seguros RGA              | Espagne                             | CJR                                 |

| Équipes continentales     | Équipes continentales  | Équipes continentales |
| Nom de l'équipe           | Pays                   | Code                  |
| ------------------------- | ---------------------- | --------------------- |
| Burgos BH                 | Espagne                | BUR                   |
| Efapel                    | Portugal               | EFP                   |
| Inteja-MMR Dominican      | République dominicaine | DCT                   |
| Keith Mobel-Partizan      | Serbie                 | KMP                   |
| Lokosphinx                | Russie                 | LOK                   |
| Louletano-Ray Just Energy | Portugal               | LRJ                   |
| Murias Taldea             | Espagne                | MUR                   |
| Rádio Popular-Boavista    | Portugal               | RPB                   |
| Skydive Dubai             | Émirats arabes unis    | SKD                   |
| W52-Quinta da Lixa        | Portugal               | W52                   |

### Règlement de la course

#### Primes
Les vingt prix sont attribués suivant le barème de l'UCI,. Le total général des prix distribués est de 14 477 €.
| Position | 1er     | 2e      | 3e      | 4e    | 5e    | 6e    | 7e    | 8e    | 9e    | 10e à 20e |
| Prix     | 5 785 € | 2 895 € | 1 445 € | 715 € | 580 € | 433 € | 433 € | 287 € | 287 € | 147 €     |

## Classements

### Classement final
| Classement final | Classement final  | Classement final | Classement final       | Classement final   |
|                  | Coureur           | Pays             | Équipe                 | Temps              |
| ---------------- | ----------------- | ---------------- | ---------------------- | ------------------ |
| 1er              | José Herrada      | Espagne          | Movistar               | en 3 h 56 min 20 s |
| 2e               | Evgeny Shalunov   | Russie           | Lokosphinx             | + 29 s             |
| 3e               | Carlos Barbero    | Espagne          | Caja Rural-Seguros RGA | + 2 min 35 s       |
| 4e               | Francisco Mancebo | Espagne          | Skydive Dubai          | + 2 min 35 s       |
| 5e               | César Fonte       | Portugal         | Rádio Popular-Boavista | + 2 min 35 s       |
| 6e               | Marc Soler        | Espagne          | Movistar               | + 2 min 42 s       |
| 7e               | Sergey Shilov     | Russie           | Lokosphinx             | + 4 min 2 s        |
| 8e               | Giovanni Visconti | Italie           | Movistar               | + 4 min 2 s        |
| 9e               | Kirill Sveshnikov | Russie           | Lokosphinx             | + 4 min 2 s        |
| 10e              | Amets Txurruka    | Espagne          | Caja Rural-Seguros RGA | + 4 min 2 s        |
| modifier         |                   |                  |                        |                    |

### Classements annexes
| Classement de la montagne | Classement de la montagne | Classement de la montagne | Classement de la montagne | Classement de la montagne |
| ------------------------- | ------------------------- | ------------------------- | ------------------------- | ------------------------- |
|                           | Coureur                   | Pays                      | Équipe                    | Point(s)                  |
| 1er                       | Marc Soler                | Espagne                   | Movistar                  | 26 points                 |
| 2e                        | José Herrada              | Espagne                   | Movistar                  | 26 pts                    |
| 3e                        | Evgeny Shalunov           | Russie                    | Lokosphinx                | 17 pts                    |
| modifier                  |                           |                           |                           |                           |

| Classement des Metas Volantes | Classement des Metas Volantes | Classement des Metas Volantes | Classement des Metas Volantes | Classement des Metas Volantes |
| ----------------------------- | ----------------------------- | ----------------------------- | ----------------------------- | ----------------------------- |
|                               | Coureur                       | Pays                          | Équipe                        | Point(s)                      |
| 1er                           | Samuel Magalhães              | Portugal                      | Rádio Popular-Boavista        | 5 points                      |
| 2e                            | Vasily Neustroev              | Russie                        | Lokosphinx                    | 4 pts                         |
| 3e                            | Egoitz García                 | Espagne                       | Murias Taldea                 | 3 pts                         |
| modifier                      |                               |                               |                               |                               |

| \| Classement par équipes[4] \| Classement par équipes[4] \| Classement par équipes[4] \| Classement par équipes[4] \| \| \| Équipe \| Pays \| Temps \| \| ------------------------- \| ------------------------- \| ------------------------- \| ------------------------- \| \| 1re \| Movistar \| Espagne \| en 11 h 55 min 44 s \| \| 2e \| Lokosphinx \| Russie \| + 1 min 49 s \| \| 3e \| Caja Rural-Seguros RGA \| Espagne \| + 3 min 55 s \| \| modifier \| \| \| \| |                        |         |                     |
| Classement par équipes |                        |         |                     |
| | Équipe                 | Pays    | Temps               |
| 1re | Movistar               | Espagne | en 11 h 55 min 44 s |
| 2e | Lokosphinx             | Russie  | + 1 min 49 s        |
| 3e | Caja Rural-Seguros RGA | Espagne | + 3 min 55 s        |
| modifier |                        |         |                     |

### UCI Europe Tour
Cette Klasika Primavera attribue des points pour l'UCI Europe Tour 2015, par équipes seulement aux coureurs des équipes continentales professionnelles et continentales, individuellement à tous les coureurs sauf ceux faisant partie d'une équipe ayant un label WorldTeam.
| Position,          | 1er | 2e | 3e | 4e | 5e | 6e | 7e | 8e | 9e | 10e | 11e | 12e |
| Classement général | 80  | 56 | 32 | 24 | 20 | 16 | 12 | 8  | 7  | 6   | 5   | 3   |

## Liste des participants
- Liste de départ complète

| Légende | Légende                                                                    | Légende | Légende                                                    |
| ------- | -------------------------------------------------------------------------- | ------- | ---------------------------------------------------------- |
| Num     | Dossard de départ porté par le coureur sur cette Klasika Primavera         | Pos     | Position à l'arrivée de la course                          |
|         | Indique un maillot de champion national ou mondial, suivi de sa spécialité | NP      | Indique un coureur qui n'a pas pris le départ de la course |
| AB      | Indique un coureur qui n'a pas terminé la course                           | HD      | Indique un coureur qui a terminé la course hors des délais |

| Caja Rural-Seguros RGA CJR             | Caja Rural-Seguros RGA CJR | Caja Rural-Seguros RGA CJR |
| -------------------------------------- | -------------------------- | -------------------------- |
| Num                                    | Coureur                    | Pos                        |
| 1                                      | Peio Bilbao (ESP)          | 12e                        |
| 2                                      | Amets Txurruka (ESP)       | 10e                        |
| 3                                      | Omar Fraile (ESP)          | 61e                        |
| 4                                      | Carlos Barbero (ESP)       | 3e                         |
| 5                                      | Fabricio Ferrari (URU)     | 34e                        |
| 7                                      | Eduard Prades (ESP)        | 38e                        |
| 9                                      | Fernando Grijalba (ESP)    | 45e                        |
| 10                                     | Ángel Madrazo (ESP)        | 17e                        |
| Directeur sportif : Eugenio Goikoetxea |                            |                            |

| Movistar MOV                            | Movistar MOV               | Movistar MOV |
| --------------------------------------- | -------------------------- | ------------ |
| Num                                     | Coureur                    | Pos          |
| 11                                      | Igor Antón (ESP)           | AB           |
| 12                                      | Jonathan Castroviejo (ESP) | AB           |
| 13                                      | José Herrada (ESP)         | 1er          |
| 14                                      | Gorka Izagirre (ESP)       | 21e          |
| 15                                      | Beñat Intxausti (ESP)      | 23e          |
| 16                                      | Javier Moreno (ESP)        | AB           |
| 17                                      | Marc Soler (ESP)           | 6e           |
| 18                                      | Giovanni Visconti (ITA)    | 8e           |
| Directeur sportif : José Luis Jaimerena |                            |              |

| Murias Taldea MUR                 | Murias Taldea MUR     | Murias Taldea MUR |
| --------------------------------- | --------------------- | ----------------- |
| Num                               | Coureur               | Pos               |
| 21                                | Aritz Bagües (ESP)    | 50e               |
| 22                                | Garikoitz Bravo (ESP) | 16e               |
| 23                                | Mikel Bizkarra (ESP)  | 19e               |
| 24                                | Imanol Estévez (ESP)  | 20e               |
| 25                                | Egoitz García (ESP)   | 35e               |
| 27                                | Unai Intziarte (ESP)  | AB                |
| 28                                | Beñat Txoperena (ESP) | 24e               |
| 29                                | Haritz Orbe (ESP)     | 51e               |
| Directeur sportif : Jon Odriozola |                       |                   |

| Burgos BH BUR                     | Burgos BH BUR        | Burgos BH BUR |
| --------------------------------- | -------------------- | ------------- |
| Num                               | Coureur              | Pos           |
| 31                                | David Belda (ESP)    | 22e           |
| 32                                | Víctor Martín (ESP)  | 49e           |
| 33                                | Jesús del Pino (ESP) | 48e           |
| 35                                | Ibai Salas (ESP)     | 30e           |
| 36                                | Pablo Torres (ESP)   | 18e           |
| 37                                | Igor Merino (ESP)    | 53e           |
| 39                                | Álvaro Robredo (ESP) | AB            |
| 40                                | Arnau Solé (ESP)     | 64e           |
| Directeur sportif : Diego Gallego |                      |               |

| W52-Quinta da Lixa W52           | W52-Quinta da Lixa W52   | W52-Quinta da Lixa W52 |
| -------------------------------- | ------------------------ | ---------------------- |
| Num                              | Coureur                  | Pos                    |
| 41                               | Ruben Veloso (ESP)       | 32e                    |
| 42                               | Delio Fernández (ESP)    | 14e                    |
| 43                               | João Matias (POR)        | 60e                    |
| 44                               | Carlos Ribeiro (POR)     | 71e                    |
| 46                               | António Carvalho (POR)   | 75e                    |
| 47                               | Joaquim Silva (POR)      | 31e                    |
| 49                               | Juan Ignacio Pérez (ESP) | 41e                    |
| 50                               | Raúl Alarcón (ESP)       | 68e                    |
| Directeur sportif : Helder Alves |                          |                        |

| Rádio Popular-Boavista RPB          | Rádio Popular-Boavista RPB | Rádio Popular-Boavista RPB |
| ----------------------------------- | -------------------------- | -------------------------- |
| Num                                 | Coureur                    | Pos                        |
| 51                                  | Daniel Silva (POR)         | 28e                        |
| 52                                  | Samuel Magalhães (POR)     | 55e                        |
| 53                                  | Ricardo Ferreira (POR)     | 39e                        |
| 54                                  | Alberto Gallego (ESP)      | 13e                        |
| 55                                  | César Fonte (POR)          | 5e                         |
| 56                                  | Célio Sousa (POR)          | 27e                        |
| 57                                  | Virgilio dos Santos (POR)  | 47e                        |
| 59                                  | David Rodrigues (POR)      | 15e                        |
| Directeur sportif : José dos Santos |                            |                            |

| Lokosphinx LOK                          | Lokosphinx LOK          | Lokosphinx LOK |
| --------------------------------------- | ----------------------- | -------------- |
| Num                                     | Coureur                 | Pos            |
| 61                                      | Evgeny Shalunov (RUS)   | 2e             |
| 62                                      | Alexander Vdovin (RUS)  | 43e            |
| 63                                      | Sergey Vdovin (RUS)     | 59e            |
| 64                                      | Kirill Sveshnikov (RUS) | 9e             |
| 65                                      | Alexey Rybalkin (RUS)   | 29e            |
| 66                                      | Vasily Neustroev (RUS)  | 37e            |
| 67                                      | Sergey Shilov (RUS)     | 7e             |
| 68                                      | Dmitriy Sokolov (RUS)   | 56e            |
| Directeur sportif : Alexander Kuznetsov |                         |                |

| Efapel EFP                             | Efapel EFP                  | Efapel EFP |
| -------------------------------------- | --------------------------- | ---------- |
| Num                                    | Coureur                     | Pos        |
| 71                                     | Alejandro Marque (ESP)      | 25e        |
| 72                                     | David de la Fuente (ESP)    | 63e        |
| 73                                     | Diego Rubio Hernández (ESP) | 11e        |
| 74                                     | Domingos Gonçalves (POR)    | 46e        |
| 75                                     | Filipe Cardoso (POR)        | 42e        |
| 76                                     | Hélder Ferreira (POR)       | 70e        |
| 78                                     | Óscar González Brea (ESP)   | 66e        |
| 79                                     | Arkaitz Durán (ESP)         | AB         |
| Directeur sportif : Alexandre Patricio |                             |            |

| Inteja-MMR Dominican DCT             | Inteja-MMR Dominican DCT  | Inteja-MMR Dominican DCT |
| ------------------------------------ | ------------------------- | ------------------------ |
| Num                                  | Coureur                   | Pos                      |
| 81                                   | Diego Milán (DOM) (Route) | 33e                      |
| 82                                   | Adderlyn Cruz (DOM)       | 54e                      |
| 83                                   |                           |                          |
| 84                                   | William Guzmán (DOM)      | 40e                      |
| 85                                   | Rubén Menéndez (ESP)      | 72e                      |
| 86                                   | Juan José Cueto (DOM)     | 73e                      |
| 87                                   | Israel Nuño (ESP)         | 44e                      |
| 88                                   | Jonathan Sarmiento (COL)  | 67e                      |
| Directeur sportif : Adrián Palomares |                           |                          |

| Louletano-Ray Just Energy LRJ     | Louletano-Ray Just Energy LRJ  | Louletano-Ray Just Energy LRJ |
| --------------------------------- | ------------------------------ | ----------------------------- |
| Num                               | Coureur                        | Pos                           |
| 91                                | Vicente García de Mateos (ESP) | 52e                           |
| 92                                | Marcos García (ESP)            | 26e                           |
| 93                                | José de Segovia (ESP)          | 65e                           |
| 94                                | Sandro Pinto (POR)             | AB                            |
| 95                                | Rui Rodrigues (POR)            | 76e                           |
| 96                                | Victor Valinho (POR)           | AB                            |
| 97                                | Iúri Jorge (POR)               | AB                            |
| 99                                | Micael Isidoro (POR)           | AB                            |
| Directeur sportif : Jorge Piedade |                                |                               |

| Skydive Dubai SKD                 | Skydive Dubai SKD           | Skydive Dubai SKD |
| --------------------------------- | --------------------------- | ----------------- |
| Num                               | Coureur                     | Pos               |
| 101                               | Francisco Mancebo (ESP)     | 4e                |
| 102                               | Sultan Alhammadi (UAE)      | AB                |
| 103                               | Rafaâ Chtioui (TUN) (Route) | 36e               |
| 104                               |                             |                   |
| 107                               | Andrea Palini (ITA)         | AB                |
| 108                               | Mohamed Al Murawwi (UAE)    | 69e               |
| 109                               | Khalid Ibrahim (UAE)        | AB                |
| 110                               | Ahmed Albalooshi (UAE)      | AB                |
| Directeur sportif : Aritz Arberas |                             |                   |

| Keith Mobel-Partizan KMP                | Keith Mobel-Partizan KMP          | Keith Mobel-Partizan KMP |
| --------------------------------------- | --------------------------------- | ------------------------ |
| Num                                     | Coureur                           | Pos                      |
| 111                                     |                                   |                          |
| 112                                     | Esteban Plaza (ESP)               | AB                       |
| 113                                     | José Luis Roldán (ESP)            | 57e                      |
| 114                                     | Carlos Lorente (ESP)              | 62e                      |
| 115                                     | Javier Valero (ESP)               | 58e                      |
| 116                                     | Juan Jesús Martínez (ESP)         | 74e                      |
| 117                                     | Juan Carlos Ramírez Navarro (ESP) | AB                       |
| 118                                     | Juan Jesús Mata (ESP)             | 77e                      |
| Directeur sportif : José Antonio Ortuño |                                   |                          |